# René Berger
Pour les articles homonymes, voir Berger (homonymie).

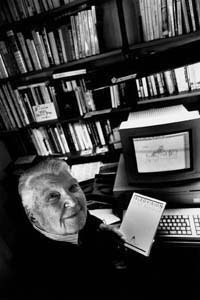
Portrait par E. Mandelmann

René Berger, né le 29 avril 1915 à Bruxelles et mort le 29 janvier 2009 à Lausanne, est un écrivain, philosophe, historien de l'art et sémiologue suisse. Il est le père de l'historien Jacques-Édouard Berger.

## Biographie
René Berger, ancien directeur-conservateur du Musée cantonal des beaux-arts de Lausanne de 1962 à 1981, professeur honoraire à l'Université de Lausanne est aussi poète. Critique d'art reconnu, il est l'auteur de nombreuses études sur la peinture, les technologies informatiques et la communication. Il met en place, dès 1973, l'un des premiers cours sur les mass media.
Fondateur du mouvement culturel « Pour l'art » et directeur de la revue du même nom, il fonde aussi le Salon international de Galeries-Pilotes. René Berger est également le concepteur-réalisateur des colloques du VidéoFestival international de Locarno.
Président d'honneur de l'Association internationale des critiques d'art (AICA) et de l'Association internationale pour la vidéo dans les arts et la culture (AIVAC). Expert consultant auprès de l'Unesco et du Conseil de l'Europe. Membre du Kuratorium du Zentrum fur Kunst und Medientechnologie (Karlsruhe). Membre de l'Académie du Centre international d'art contemporain du château de Beychevelle (groupes GMF (France) et Suntory (Japon)).
Parmi les nombreuses distinctions reçues par René Berger figurent le Prix de poésie de l'Université de Lausanne, le prix Follope en 1943, le prix Umberto Biancamano en 1979, (décerné à cent personnalités européennes ayant particulièrement contribué au développement du concept d'unité européenne), le Laser d'or du Festival d'Art Vidéo de Locarno en 1987 « pour la permanente vivacité de sa pensée, sa générosité et l'activité mise au service du Festival d'Art Vidéo de Locarno et de l'AIVAC, ainsi que pour ses initiatives sur le plan international consacrées à l'exploration et à l'avancement des nouvelles technologies ».
Les archives personnelles de René Berger sont déposées aux Archives cantonales vaudoises, fonds qui reflètent ses affaires professionnelles et publiques.

## Études et carrière
Après avoir été au lycée Berthollet à Annecy, il étudie au l'École supérieure de commerce de Lausanne (1931-1933). En juin 1934, il est nommé sous-secrétaire au département justice et police du Canton de Vaud. Dès janvier 1936, il se prépare aux examens d'entrée à l'Université de Lausanne, où il poursuivra des études de lettres (1938-1941). De 1941 à 1943, il enseigne à l’École de commerce de La Neuveville, puis il devient chargé de cours à l’École supérieure de commerce de Lausanne jusqu'en 1956. En juin de la même année, il est nommé professeur à l’École Cantonale de dessin et d'art appliqué où il enseignera le français, l'histoire générale et l'histoire de l'art, et est chargé de cours à la faculté des Lettres à l'Université de Lausanne où il proposera un cours d'introduction à l'histoire de l'art et d'esthétique.
De 1962 à 1981, il est directeur du Musée cantonal des Beaux-Arts de Lausanne.

## Publications
- Socrate, Éditions Trois Collines, collection Traits, Genève, 30 juillet 1949.
- 29 Objets-prétextes, Éditions Seghers, Paris, 19 octobre 1949.
- Griffures, Éditions Clairefontaine, Lausanne, 24 décembre 1949.
- L'homme-annexe, Éditions Presses littéraires de France, Paris, 1952.
- Chlore et silex et autres bilvesets, Éditions Le Messager Boiteux de Paris, 1953.
- Célestin, (Ambroise), Éditions du Viaduc, Lausanne, 1954.
- Feuillets de-retranchés, Éditions de Beaune, 1956.
- La Traversée interrompue (ou pas) (avec 28 lithographies de Jacques Pajak), Éditions du Grand-Chêne, Lausanne, 1958.
- Découverte de la peinture ; Guilde du Livre et Éditions des Fauconnières, Lausanne 1958. Réédité en livres de poche, Éditions Marabout Université, 3 volumes (171, 172, 173), Bruxelles, 1969.
- Connaissance de la peinture (1963) ; 12 volumes (150 illustrations hors texte couleurs, 1 500 en noir), Centre international des arts, Club français du Livre, Novorop, Paris, Monte-Carlo, Lausanne, 1963 ; réédité en 6 volumes, Éditions du Cap, Monte-Carlo, et Novorop, Lausanne, 1968 ; adaptation à la Télévision, série de 13 émissions, produites par la SSR, traduites et diffusées dans plus de 25 pays.
- Art et Communication, Éditions Casterman, collection Mutations/Orientations, Paris, 1972.
- Hommage à Garbell, co-écrit avec Guy Weelen, édité par les Galeries Sapiro et Kriegel, Paris, 1974.
- La Mutation des signes, Éditions Denoël, Paris, 1972 ; Adaptation à la Télévision, série de 3 émissions, production SSR, 1975.
- La Téléfission, alerte à la télé-vision, Éditions Casterman, Paris, 1976.
- L'effet des changements cyber-technologiques - En cyber-mutation, l'art, la ville, l'image, la culture, Nous-Deux…!, Éditions Pierre-Marcel Favre, Lausanne, 1983.
- Jusqu'où ira votre ordinateur ? - L'imaginaire programmé !, Éditions Pierre-Marcel Favre, Lausanne, 1987.
- Téléovision - Le nouveau Golem, Édition Iderive, Institut d'étude et de recherche en information visuelle, Lausanne, 1991.
- Le virtuel jubilatoire, assomption ou dissolution de la complexité ? Le nouveau Golem, Édition Iderive, Lausanne, 1992.
- L'origine du futur, Monaco, Éditions du Rocher, coll. « Transdisciplinarité », 1995, 305 p., 21 cm (ISBN 2-268-02206-4, OCLC 35646945, BNF 35854640, SUDOC 004029364, présentation en ligne, lire en ligne ).
- Les Cybercarnets, les cybergraines et les cyberlivres, sur Cyber-Internet, au moins depuis 95.
- Les Métamorphoses du « mourir aujourd'hui » (plus mal-t'a propos tu mourut), in Bulletin Interactif du Centre International de Recherches et Études Transdisciplinaires no 19 - Juillet 2007.
- Vers les temps réels, en collaboration avec Xavier Comtesse, éditions du Tricorne, Genève, 2006.

### Sources
- « René Berger », sur la base de données des personnalités vaudoises sur la plateforme « Patrinum » de la Bibliothèque cantonale et universitaire de Lausanne.
- sites et références mentionnés
- Philippe Kaenel, « René Berger » dans le Dictionnaire historique de la Suisse en ligne.
- Fonds : Berger (René) (1923-2012) [127,45 mètres linéaires].  Cote : CH-000053-1 PP 525. Archives cantonales vaudoises (présentation en ligne).
- 24heures, 5 mars 2005, Grand entretien, p. 11 avec photographie.
- ICONO © Archives unimedia UNIL. Archives TSR.